# Eusipalia brachyptera
Eusipalia brachyptera är en skalbaggsart som beskrevs av Sharp 1908. Eusipalia brachyptera ingår i släktet Eusipalia och familjen kortvingar. Inga underarter finns listade i Catalogue of Life.